# Slava Ocu
Slava Ocu je jedna od najpoznatijih molitvi u Katoličkoj, Pravoslavnoj i u mnogim Protestantskim Crkvama. To je hvala Presvetom Trojstvu. Moli se kao sastavni dio mnogih molitvi poput krunice i križnog puta. 

## Slava Ocu na hrvatskom jeziku
Slava Ocu i Sinu i Duhu Svetomu,
kako bijaše na početku, tako i sada i vazda i u vijeke vjekova. Amen.

## Slava Ocu na latinskom jeziku
Gloria Patri, et Filio, et Spiritui Sancto,
Sicut erat in principio, et nunc, et semper, et in saecula saeculorum. Amen.

## Slava Ocu na grčkom jeziku
Δόξα Πατρὶ καὶ Υἱῷ καὶ Ἁγίῳ Πνεύματι,
καὶ νῦν καὶ ἀεὶ καὶ εἰς τοὺς αἰῶνας τῶν αἰώνων. Ἀμήν.
| Portal:Kršćanstvo | Portal: Kršćanstvo |